# Rosa 'Jardins de France'
Rosa 'Jardins de France' — сорт роз, относится к классам Флорибунда и Чайно-гибридные розы.
Используется в качестве декоративного садового растения.
В 90-е годы сорт поступил в продажу под названием 'Passionate Kisses', в настоящее время сорт более известен под названием 'Jardins de France'.

## Биологическое описание
Высота куста 90—100 см. Крона ветвистая.
Листья тёмно-зелёные, полуглянцевые.
Цветки махровые, светло-карминово-розовые, неоднородной окраски, обладают слабым ароматом, диаметром около 9 см, в кистях по 3—8 штук.
Лепестков более 26—40.

## В культуре
Цветение непрерывное. 
Зоны морозостойкости (USDA-зоны): от 7b до 9b.
Устойчивость к дождю, мучнистой росе и чёрной пятнистости высокая.
Рекомендуется корректирующая высоту обрезка. 